# Hemlingbysjön
Hemlingbysjön är en sjö i Gävle kommun i Gästrikland och ingår i Gavleån-Dalälvens kustområde. Sjön har en area på 0,165 kvadratkilometer och ligger 34,1 meter över havet. Sjön avvattnas av vattendraget Järvstabäcken.

## Delavrinningsområde
Hemlingbysjön ingår i det delavrinningsområde (672318-157417) som SMHI kallar för Utloppet av Hemlingbysjön. Medelhöjden är 45 meter över havet och ytan är 5,06 kvadratkilometer. Det finns inga avrinningsområden uppströms utan avrinningsområdet är högsta punkten. Avrinningsområdets utflöde Järvstabäcken mynnar i havet. Avrinningsområdet består mestadels av skog (84 procent). Avrinningsområdet har 0,17 kvadratkilometer vattenytor vilket ger det en sjöprocent på 3,3 procent.